# Лінійні кораблі типу «Ліберте»
Лінійні кораблі типу «Ліберте» - чотирьох додредноутів, побудованих для ВМС Франції на початку 1900-х років. Тип складався з «Ліберте»,«Жюстіс», «Веріте» та «Демокрасі». Вони були замовлені в рамках програми розширення військово-морського флоту реакція на будівництво німецьких військових кораблів, передбаченого законом про флот 1898 року. Французька програма передбачала шість нових лінійних кораблів. Її реалізація починалися з двох лінійних кораблів типу «Републік».

## Конструкція
Під час будівництва перших двох кораблів запровадження на основних кораблях інших держав і більш важких вторинних батарей спонукало французів перепроектувати останні чотири корабля, аби вони були спроможні нести допоміжну батарею з 194 мм гармат, які і утворили тип «Ліберте». Як і «Републік», їх основне озброєння складалося з чотирьох 305 мм гармат в двох здвоєних баштах, і вони мали однакову максимальну швидкість 18 вузлів.

## Історія служби
Їхня кар’єра в мирний час не відзначалася подіями і складалася зі звичайної рутини тренувань, візитів до різноманітних французьких та закордонних портів та участі у військово- морських парадах для французьких політиків та іноземних сановників. У 1909 році «Ліберте»,«Жюстіс» та «Веріте» відвідали Сполучені Штати під час святкування трьохсотої річниці відкриття Генрі Гудзоном названої на його честь річки, та сторіччя з першого комерційно успішного застосування пароплава Робертом Фултоном. «Ліберте» був зруйнований випадковим вибухом нестабільних зарядів в Тулоні в 1911 році, що спонукало флот запровадити суворий контроль над транспортуванням, щоб запобігти подальшим катастрофам. Три кораблі, що вціліли, були задіяні для охорони військових конвоїв із Північної Африки до Франції в перші дні Першої світової війни, після чого були розгорнуті в Адріатичному морі, намагаючись змусити до битви  австро-угорський флот. Французька ескадра потопила австро-угорський крейсер «Зента» у бою при Антіварі, але битви з основними силами противника не відбулося. У вересні 1914 року «Веріте» ненадовго відправили в Дарданелли, де корабель бомбардув об'єкти османської берегової оборони.
У 1916 році кораблі були відправлені до Греції, щоб чинити тиск на все ще нейтральний уряд, щоб той вступив у війну на боці союзників. Французи зрештою втрутилися в державний переворот, який скинув грецького короля і втягнув країну у війну. Згодом кораблі провели більшу частину війни на Корфу, де через нестачу вугілля вони майже не діяли. Після перемоги союзників «Жюстіс» та «Демокрасі» було відправлено в Чорне море для забезпечення демілітаризації російських військових кораблів, захоплених німецькими військами під час війни, а «Веріте» відправився до Константинополя, щоб спостерігати за капітуляцією Османської імперії. Усі три кораблі були відкликані в середині 1919 року, і «Веріте» був списаний одразу після цього. Інші два кораблі були виведені зі складу флоту в 1920 році. Усі три були продані на металобрухт у 1921 році та розібрані в Італії чи Німеччині.«Ліберте», який все ще знаходився на дні гавані Тулона, був піднятий у 1925 році та зданий там на металобрухт.